# Schumacher (jogador de futsal)
Flávio Sérgio Viana (São Paulo, 31 de agosto de 1975), mais conhecido como Schumacher, é um ex-futebolista de salão brasileiro. Seu apelido surgiu ainda quando criança: como gostava de jogar futebol na posição de goleiro, recebeu a alcunha do famoso goleiro alemão Harald Schumacher. Em 2008, foi eleito o Melhor Jogador do Mundo de Futsal.
Seu primeiro time foi o Pirituba Futebol Clube em 1995 e foi eleito o melhor jogador no ano seguinte.
Iniciou a carreira no Corinthians em 1997, junto com o futuro companheiro de seleção Falcão, e em 1998 já integrava a seleção brasileira. Chegou ao Vasco da Gama em 2000, onde ontegrou um histórico elenco ao lado de jogadores como Manoel Tobias e Lavoisier, conquistando a Liga Nacional, a Taça Brasil e uma quíntupla coroa.
No mesmo ano, participou do Campeonato Mundial na Guatemala, onde a seleção perdeu para a seleção espanhola na final por 4x3. No mundial seguinte, em 2004, ficou em terceiro lugar com a seleção,perdendo nas semi-finais novamente para a Espanha.
A maior consagração veio quatro anos depois, no Campeonato Mundial de Futsal 2008, disputado no Brasil, onde a seleção anfitriã enfrentou os espanhóis novamente na final, agora com a vitória nos pênaltis por 4x3 após 2x2 no tempo regulamentar e prorrogação. Além do título do mundial, Schumacher foi eleito o segundo melhor jogador do torneio, com seus companheiros Falcão em primeiro e Tiago em terceiro, completando o trio.

## Conquistas pela Seleção Brasileira[2]
- Taça América: 1999
- Campeonato Sul-Americano: 2000
- Copa Internacional Rio de Janeiro: 2000
- Campeonato Mundial de Futsal: 2008